# Cyril V. Jackson
Cyril V. Jackson (* 5. Dezember 1903 in Ossett, Großbritannien; † Februar 1988 in Pietermaritzburg, Südafrika) war ein südafrikanischer Astronom und Entdecker von 72 Asteroiden sowie 3 Kometen.

## Leben
Jackson wurde in England geboren, zog aber im Alter von 7 Jahren mit seiner Familie nach Johannesburg, Südafrika. 1922 schrieb er sich an der Universität von Witwatersrand ein. Schon im ersten Jahr als Student begann er, am Union Observatory zu arbeiten, wo er bei der Kartierung des südlichen Sternenhimmels und der Suche nach Asteroiden und Kometen assistierte.
Sechs Jahre später erhielt er dort eine feste Anstellung. Im April 1929 entdeckte er mit (1116) Catriona den ersten von insgesamt 72 Asteroiden, denen er zum überwiegenden Teil typisch afrikanische Namen gab. Ihm selbst ist der Asteroid (2193) Jackson gewidmet. Unter seinen Entdeckungen waren zudem drei Kometen, darunter zwei periodische (58P/Jackson-Neujmin und 47P/Ashbrook-Jackson), die heute noch beobachtet werden können. Von 1935 bis 1936 fungierte Cyril V. Jackson als Präsident der South African Astronomy Association.
Mit Ausnahme des Kometen 47P/Ashbrook-Jackson, den Jackson 1948 zufällig während eines Belichtungstests einer neuen Kamera aufnahm, datieren alle seine Entdeckungen auf die Zeit vor dem Zweiten Weltkrieg. Nach dessen Ausbruch diente Jackson in der Union Defence Force in Nordafrika und Italien. Er kehrte nach Kriegsende nach Johannesburg zurück, wo er Direktor der Yale-Columbia Southern Station (vormals: Yale Observatory) wurde.
Infolge der wachsenden Zahl von Lichtquellen und der damit verbundenen Verschlechterung der Beobachtungsbedingungen wurde das Teleskop schließlich abgebaut und nach Australien ins Mount-Stromlo-Observatorium in Canberra gebracht. Jackson beaufsichtigte den Umzug des Instruments von 1951 bis 1956, wo er von 1957 bis 1963 tätig war. Als 1963 das Southern Observatory in Argentinien wiedereröffnet wurde, wurde Cyril V. Jackson zum Direktor berufen. Hier blieb er, bis er 1966 in den Ruhestand ging.
Bereits in den 1950er Jahren kaufte Jackson die Farm Hilltop in Südafrika, wo er sich ein privates Observatorium gebaut hatte. Hierhin zog er sich nach seinem Berufsleben zurück.
Cyril V. Jackson war verheiratet mit Maria Aletta Lessing. Er hatte zwei Söhne und eine Tochter. Sein Sohn Paul beschrieb seinen Vater als einen zurückgezogenen Einzelgänger, der seine Zeit ganz der Astronomie widmete. Cyril V. Jackson starb im Februar 1988 in Pietermaritzburg.